# Tychique Ntela Kalema
Tychique Ntela Kalema est un footballeur international congolais (RDC) évoluant aux CSMD Diables Noirs dans le pays voisin, la République du Congo.

## Biographie

### En club
Kalema commence sa carrière au SC Cilu, et signe en 2008 avec l'AS Vita Club. 
Il participe avec l'AS Vita Club à la Coupe des Confédérations CAF Orange 2010.
Le 5 février 2010, il quitte avec Serge Lofo Bongeli son équipe de l'AS Vita Club, pour signer avec le club allemand de Rot Weiss Ahlen. 

### En équipe nationale
Kalema est sélectionné une seule et unique fois chez les Léopards de la RD Congo. Il s'agit d'un match disputé contre le Togo, le 8 septembre 2013. Cette rencontre perdue 2-1 rentre dans le cadre des éliminatoires du mondial 2014. 
Il représente le pays au total par douze fois, en comptant les matchs joués avec l'équipe A'. Entre autres, il fait partie de l'équipe lors du championnat d'Afrique des Nations 2009.

## Palmarès
- Champion de RD Congo en 2010 avec l'AS Vita Club